# Клинички и лабораторијски налази код синдрома деменције
Клинички и лабораторијски налази код синдрома деменције чине скуп података који могу помоћи у лакшој дијагнози и судскомедицинском вештачењу менталних поремећaja (психоорганских синдрома) који се може односити и на акутне органске психосиндроме (конфузно-делирантна стања) и на хроничне органске психосиндроме (деменције, амнезије, органске поремећaje личности).

## Основни појмови о синдрому деменције
Као се у принципу деменција јавља као доминантан синдром у клиничкој слици болесника када патолошким
процесом буду оштећене поједина подручја слепоочног (енторинални кортекс, хипокампална формација и амигдала), чеоног (орбито-или латерофронталнох подручја), или задњег дела теменог режња, деменцију не можемо посматрати као одређена болест, већ само као заједничко име синдрома за сет неуропсихолошких промена које настају као одраз појединих хроничних болести мозга. 
У том смислу синдром деменције или психооргански синдром заправо није дијагноза већ „описна оцена” збира симптоме који се налазе код болесника са променама у когнитивних (спознајних) способности са органским обољењем нервног система. Реч је о поремећају способности памћења, уз могуће придружене друге когнитивне дефиците: дисфазију, апраксију, агнозију, као и потешкоће у оријентацији и/или доношењу свакодневних одлука.
Стечени је поремећај који настаје по завршетку развоја интелигенције. Док је сам синдром изазван обољењем мозга, обично хроничне или прогресивне природе, у коме постоји вишеструко оштећење виших
кортикалне функције укључујући памћење (оштећено упамћивање уз пропадање инвентара знања),
оријентацију у времену и простору, расуђивање, схватање, те промене личности (нарушавање финих емоција, етичких принципа, естетских схватања). Когнитивна оштећења су обично праћена детериорацијом
емоционалне контроле, социјалног понашања или мотивације. Такође доводи до значајног пада у интелектуалном функционисању, а нарушава и активности свакодневног живота, као што су прање, одевање, исхрана, лична хигијена, екскреторне и тоалетне активности. Како ће се овај пад писпољити зависиће у великој мјери од социјалног и културног миљеа у коме пацијент живи.
Болесник са деменцијом никада не тражи лекарску помоћ, већ га код лекара доводе чланови породице или блиски пријатељи, који запажају његове потешкоће с памћењем, отежано извршавање захтевних радњи (нпр
кување, вожња), као и заказивање у извршавање радних обавеза.

## Узроци јављања синдрома деменције
Деменцију могу изазвати бројни етиолошки фактори, међу којима су најзначакнији:
- тумори (примарни церебрални и метастатски),
- повреда главе (хематоми и пострауматска дементија),[5]
- инфекције (сифилис, АИДС),
- кардиогени/васкуларни фактори (цереброваскуларна инсуфицијенција, инфаркт мозга),[6]
- конгенитална урођена стања (Хунтингтоново обољење),
- примарно психијатријски фактори (псеудодеменција код депресије),
- физиолошки поремећаји (епилепсија, хидроцефалус са нормалним интракранијалним притиском),
- метаболичке (дефицит витамина, ендокрини поремецаји),
- дегенеративне дементије (АД, Фарова болест, Пицкова болест, Вилсонова болест),
- демијелинизирајуће (мултипла склероза),
- дроге или токсини (алкохол, тровање тешким металима или угљен-моноксидом).

## Клинички и лабораторијски налази и интерпретација резултата код појединих облика деменције
| Болест | Симптоми | Прегледи и тестови | Интерпретација |
| --- | --- | --- | --- |
| Алцхајмерова болест                                                                                       | - Афазија - Апраксија - Агнозија - Постепен почетак болести                                                                     | - Електроенцефалографија, - Компјутеризована томографија, - „Мини ментал” (ММСE), - Неуропсихолошки тестови - Серолошке пробе (ВДРЛ, Нелсон)                                                     | - Дијагноза тек искључењем свих других узрока (васкуларних, инфективних, метаболичких, токсичних, и депресивне псеудодеменције)! - Напомена: МИД, неуролуес!                                 |
| Алкохолна деменција                                                                                       | - амнезија за нове догађаје, - Конфабулација - Полинеуритис                                                                     | - Хепатограм, ГOТ, ГПТ, Гама—ГТ | - хронични унос алкохола, - Оштећење јетре, коже, нерава... |
| Мултиинфарктна деменција                                                                                  | - Нагли почетак („шлог”) - „Степенаста” прогресија - Фокални неуролошки знаци                                                   | - Електроенцефалографија, - Компјутеризована томографија - „Доплер” крвних судова, - Тест Хасхински, - Крвни притисак, - Гликемија, холестерол, триглисериди, - ВДРЛ                             | - Фактори ризика за цереброваскуларну болест - Мултипли инфаркти на компјутеризованој томографији - Диференцијално дијагностички: неуролуес и други инфективни и параинфективни васкулитиси. |
| Хидроцефалус са нормалним притиском                                                                       | - Несигуран ход - Инконтиненција - Деменција                                                                                    | - Компјутеризована томографија | - Субкортикална дегенерација, - Моторни дефицит, - Разумевање говора очувано. |
| Ендокрине деменције                                                                                       | - Ендокрини поремећaj - Когнитивне сметње                                                                                       | - Т3, Т4, ТСХ - Кортизол, - ДСТ, - Калцијум, - фосфор, | - Обавезно рано лечење! |
| Метаболичке деменције                                                                                     | - Акутно конфузно стање прелази у хроничну деменцију! - Моторни поремећаји.                                                     | - Гликемија, уреја, амонијак, електролити, осмоларност, - Крвна слика, ДКС, - Ниво фолата, хомоцистеина и витамина Б12                                                                           | - Рано лечење, иначе прогресивна деменција |
| Паралитичка деменција Неуролуес и друге инфективне деменције Неуроборелиоза, Токсоплаyмоза Паразитозе ЦНС | - Неурастенично-депресивни синдром - Психоза - Неуролошки знаци (шлогови, дизартрија, анизокорија,итд) - Прогресивна деменсција | - Електроенцефалографија, - Компјутеризована томографија, Нуклеарна магнетна резонанција - Преглед ликвора, - Серолошке пробе (ВДРЛ, Нелсон, итд), - Радиографија/Ехокардиографија срца и аорте. | - Анамнеза o ризичном понашању, „примарном афекту”, другом стадијуму (егзантем). - Чест секундарни етилизам и злоупотреба психоактивних супстанци.                                           |
| ХИВ Деменција                                                                                             | - Депресија-деменција комплекс                                                                                                  | - Електроенцефалографија, - Компјутеризована томографија, Радиографија плућа - Елиза тест | - Анамнеза o ризичном сексуалном понашању, абузусу дроги и алкохолу. |

## Ток и прогноза
Синдрома деменције сам по себи не подразумева прогресивно погоршање, а њен ток и прогноза углавном зависе од њене етиологије, при томе треба имати у виду, и да је:
- Старосна доб почетка дементије важна карактеристика сваког обољења.
- Брзина прогресије синдрома деменције индивидуална и породична карактеристика.
- У неким случајевима прогресија може бити смањивана код васкуларне деменције, уколико се могу смањити ризични фактори који доводе до васкуларних акцидената (контрола повишеног крвног притиска, контрола повишеног „лошег” холестерола).
- Деменција, изазвана ендокриним или метаболичкин факторима, склона потпуном повлачењу са терапијом или уклањањем основног обољења.
- Код деменција насталих као последица тумора или инфекције болест склона потпуном повлачењу са терапијом или уклањањем основног обољења.

## Могућности лечења синдрома деменције?
За сада нису познате мере које би сигурно штитиле од настанка деменције, а такође не постоји ниједан лек који би успешно излечио дементцију због разноликости узрока, многобројних жаришта и постепене прогресије. На то утичу и сазнања да кртикалне области погођена поремећајима готово никада нису у потпуности уништена, већ постоји различит степен селективности с обзиром на типове неурона и њихове анатомске локација. Учинци вишеструких оштећења нису само адитивни, већ укључују сложене интеракције,
лагану прогресију што такође омогућава већи степен функционалне реорганизације него што је уобичајено након акутних оштећења.
Међутим ипак постоје лекови који могу:
- поправити понашање ових болесника,
- успорити напредовање болести
- донекле побољшати интелектуално функционисање.

Поступак и лечење болесника са синдромом деменције зато треба обухватити ангажман лекара различитих специјалности, подршку најближег окружења пацијента и евентуално службе за пружање социјалне подршке.
Неопходна су даља истраживања психосоцијалних, психотерапијских интервенција, као фармаколошких третмана неуропсихијатријских симптоми укључујући психозе, агитацију, депресију или поремећаје спавања, у ком смисло бројне научне установе, на основу овог сазнања, интензивно истражују нове могућности лечења.